# Мотоль
Мо́толь (біл. Моталь) — агромістечко в Іванівському районі Берестейської області Білорусі. Орган місцевого самоврядування — Мотольська сільська рада. Населення становить 4228 мешканців.
Мотоль — давнє магдебурзьке містечко історичної Пінщини (частина Берестейщини), на заході Полісся.

## Географія
Розташоване над річкою Ясельди.

## Історія

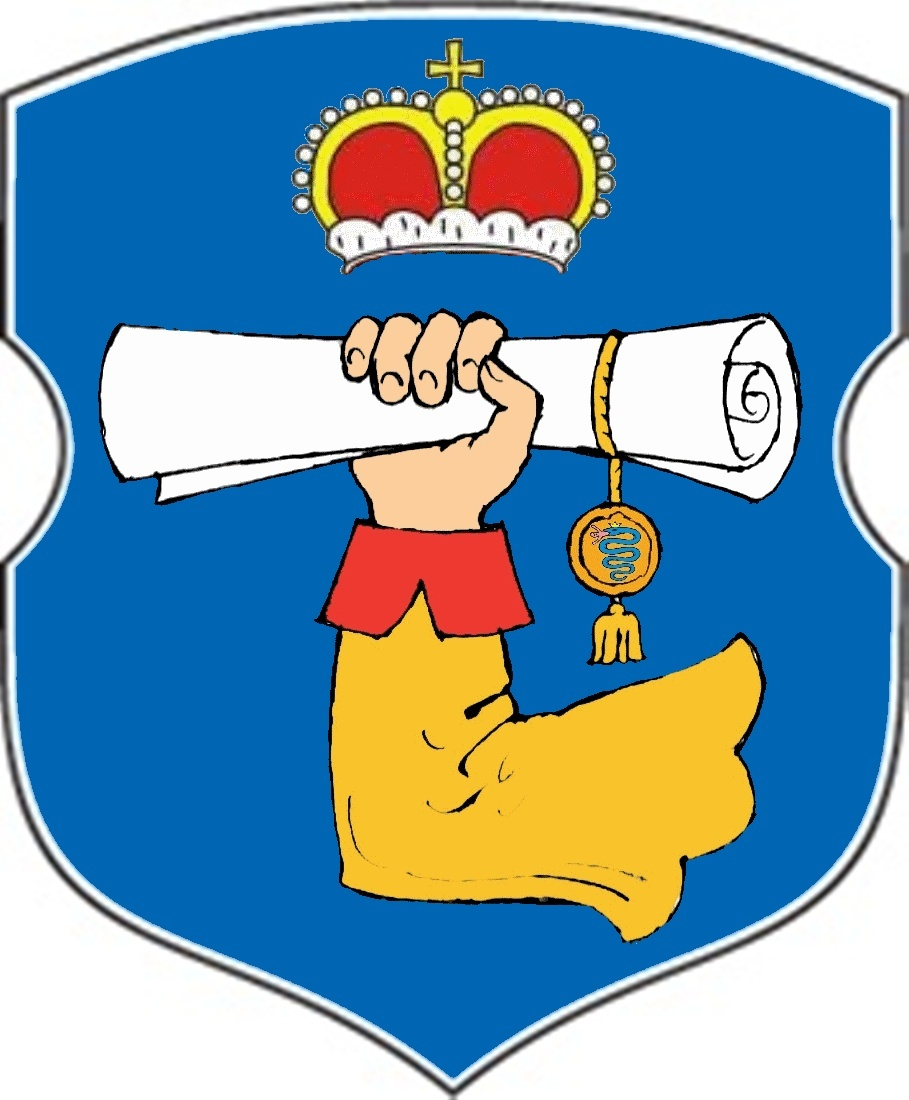
Неофіційний герб Мотоля

На території села виявлене поселення періоду мезоліту. Вперше згадується в середині XVI століття. Перша письмова згадка про Мотоль, як приватне володіння, міститься в актах Литовської метрики і датується 1422. Пізніше місцевість входила до складу Пінського князівства.
Мотолем володіла Києво-Печерська лавра. Мав Магдебурзьке право. Деякі мешканці села займалися лабурством.
У середині XVI століття Мотоль отримав статус містечка і, по ревізії 1555[джерело?], мав Магдебурзьке право. Згідно з адміністративно-територіальною реформою (1565–1566) місцевість увійшла до складу Пінського повіту Берестейського воєводства.
Внаслідок третього поділу Речі Посполитої (1795) Мотоль опинився в складі Російської імперії, де став центром волості Кобринського повіту Гродненської губернії. Станом на 1886 рік у містечку було 239 дворів, 2 церкви, каплиця, єврейський молитовний будинок, школа, 13 магазинів, 7 трактирів, проводився ярмарок.
Згідно з Ризьким мирним договором (1921) Мотоль опинився в складі міжвоєнної Польської Республіки, де став центром гміни Дрогичинського повіту Поліського воєводства.
У 1939 Мотоль увійшов до БРСР, де 12 жовтня 1940 отримав офіційний статус селища міського типу.
Під час Другої світової війни німці створили в селі концентраційний табір, у якому померло понад 2 тис. осіб. В околицях Мотоля до 1952 року діяло українське підпілля.
У 1954 статус поселення понизили до села, яка стала центром сільради. Станом на 1940 тут був 871 двір, на 1997 — 1797 (за іншими даними — 1798), на 2005 — 1739.

## Населення
- XVIII століття 1798 — 617 чол.
- XIX століття 1830 — 586 чоловік., З них шляхти 3, духовного стану 1, міщан-євреїв 70, міщан-християн і селян 512[3]; 1886 — 2294 чол.
- XX століття 1921 — 4390 чол.[4]; 1940 — 4275 чол. (За іншими даними — 5550 чол.)[5]; 1979 — 5264 чол.[6]; 1997 — 4441 чол.[7] (за іншими даними — 4684 чол.)[6]
- XXI століття 2005 — 4228 чол.[8]

За переписом населення Білорусі 2009 року чисельність населення села становила 3998 осіб.
Третє за величиною село в Берестейській області.

### Інфраструктура
У Мотолі працюють 2 середні школи, школа мистецтв, навчально-виробничий комбінат, дошкільний заклад, лікарня, будинок культури, бібліотека, пошта.

## Культура
Село відоме на Поліссі як центр ткацтва, кожухарства та інших мистецьких промислів. Діє Мотольський краєзнавчий музей.

### Пам'ятки
Біля Мотоля знаходяться стоянки кам'яного і бронзового віків.
- Церква Преображення Господнього (1888)
- Синагога
- Греко-католицька церква (XVIII ст.)

## Відомі вихідці
У Мотолі народився перший президент Ізраїлю Хаїм Вейцман (1874–1952).
Також звідси походять американські музичні Продюсери Леонард Чес і Філл Чес, які зробили відомими найбільш яскравих виконавців блюзової музики — Мадді Вотерса, Віллі Діксон, Коко Тейлор, Бо Діддлі, Санні Бой Вільямса, Чака Беррі.